# Stanley Jackson (basket-ball)
Pour les articles homonymes, voir Stanley Jackson et Jackson.
Stanley Jackson, né le 10 octobre 1970 à Tuskegee (États-Unis), est un joueur américain naturalisé français de basket-ball.

## Université
- 1989-1993 :  University of Alabama-Birmingham (NCAA 1)

## Clubs
- 1993-1994 :  Timberwolves du Minnesota (NBA)
- 1994-1995 :  AEK Lanaka (1er division)
- 1995-1996 :  Florida Beachdogs (CBA)
- 1996-1997 :  Caceres (Liga ACB)
- 1997-1998 :  Séville (Liga ACB)
- 1998-1999 :  Quad City Thunder (CBA)
- 1999-2000 :  Dijon (Pro A)
- 2000-2005 :  Chalon-sur-Saône (Pro A)
- 2005-2006 :  Strasbourg (Pro A)

## Palmarès
- Finaliste de la coupe Saporta 2001 avec l'Élan sportif chalonnais.